# Кайнар (Ахангаранский район)
Кайна́р (узб. Qaynar/Қайнар) — кишлак в Ахангаранском районе Ташкентской области. По состоянию на 1977 год население составляло около 20 человек.
В Кайнаре расположен одноимённый комплекс архитектуры Кокандского ханства, включающий руины сардобы (водного резервуара над родником) и караван-сарая.

## Расположение
Кайнар расположен в предгорной зоне правобережья реки Ахангаран, в 10 км севернее города Ахангарана, являясь выселком. Высота центра селения составляет около 645 м. Оно стоит на небольшом, частично пересыхающем водотоке Аманкулсай, который на территории кишлака питается из родника Кайнар (или Гумбаз), имея ниже постоянное течение.
С другими населёнными пунктами Кайнар связан исключительно грунтовыми дорогами.
Возвышенность к югу от сардобы Кайнар занята мусульманским кладбищем.

## Население
Согласно топографической карте Генерального штаба состоянием местности на 1977 год, в Кайнаре проживало около 20 человек.

## История
В старину через Кайнар пролегал караванный маршрут. Известно, что в XVIII—XIX веках он был представлен капитальной дорогой со значительным движением, соединяющей Ташкент с Ферганой. Эта линия связи, проложенная поверху, играла ведущую роль, будучи удобнее альтернативного пути через Тойтепу, поскольку тот пересекал болотистые местности и регулярно становился непроходимым. У родника караваны совершали остановку.
В то же время археологически прослежено наличие древнего торгового маршрута ещё в домонгольский период, соединявшего Чач через города Джеттыкента со столицей Илака Тункетом и проходившего мимо современной сардобы Кайнар.

Общий вид архитектурного комплекса в Кайнаре (по М. Е. Массону)

## Исторические памятники
В Кайнаре имеется архитектурный комплекс, включающий сардобу (водный резервуар на роднике) и караван-сарай (рабат), возведение которых относят к периоду Кокандского ханства. По расспросным сведениям, Кайнаргумбази и караван-сарай были возведены по приказу одного из кокандских ханов. Однако различные местные жители приписывали инициативу разным государям: Мадалихану, стоявшего во главе страны в 1822—1842 годах, и Малляхану, в 1858—1862 годах соответственно. С правлением Малляхана связывалось улучшение караванной дороги. Исследовавший постройки в 1929 и 1934 годах М. Е. Массон поддержал датировку рабата позднекокандской эпохой, однако предположил, что сардоба по возрасту старше. В настоящее время (на 2014 год) от сардобы сохранилась только нижняя часть, а руины караван-сарая близки к полному исчезновению.
Древний рудник Кайнар функционировал в районе современного выселка (10—12 км севернее города Ахангарана), по-видимому, в XI—XII веках (датировка по сопровождающим находкам). Археологический памятник был открыт при геологических работах. Исследованиями Чаткало-Кураминского археологического отряда в 1962 году зафиксировано 14 исторических выработок, которые представлены карьерами и штольнями. Вероятно, здесь вёлся промысел серебра (в рудах присутствует также свинец и медь).
В насыпке кладбищенского холма М. Е. Массон обнаружил каменные плиты значительного размера.
Кроме того, близ кишлака имеются два недатированных погребальных кургана в виде холмов, по-видимому, с лёссовой насыпью. По состоянию на 1973 год раскопок курганов не производилось.

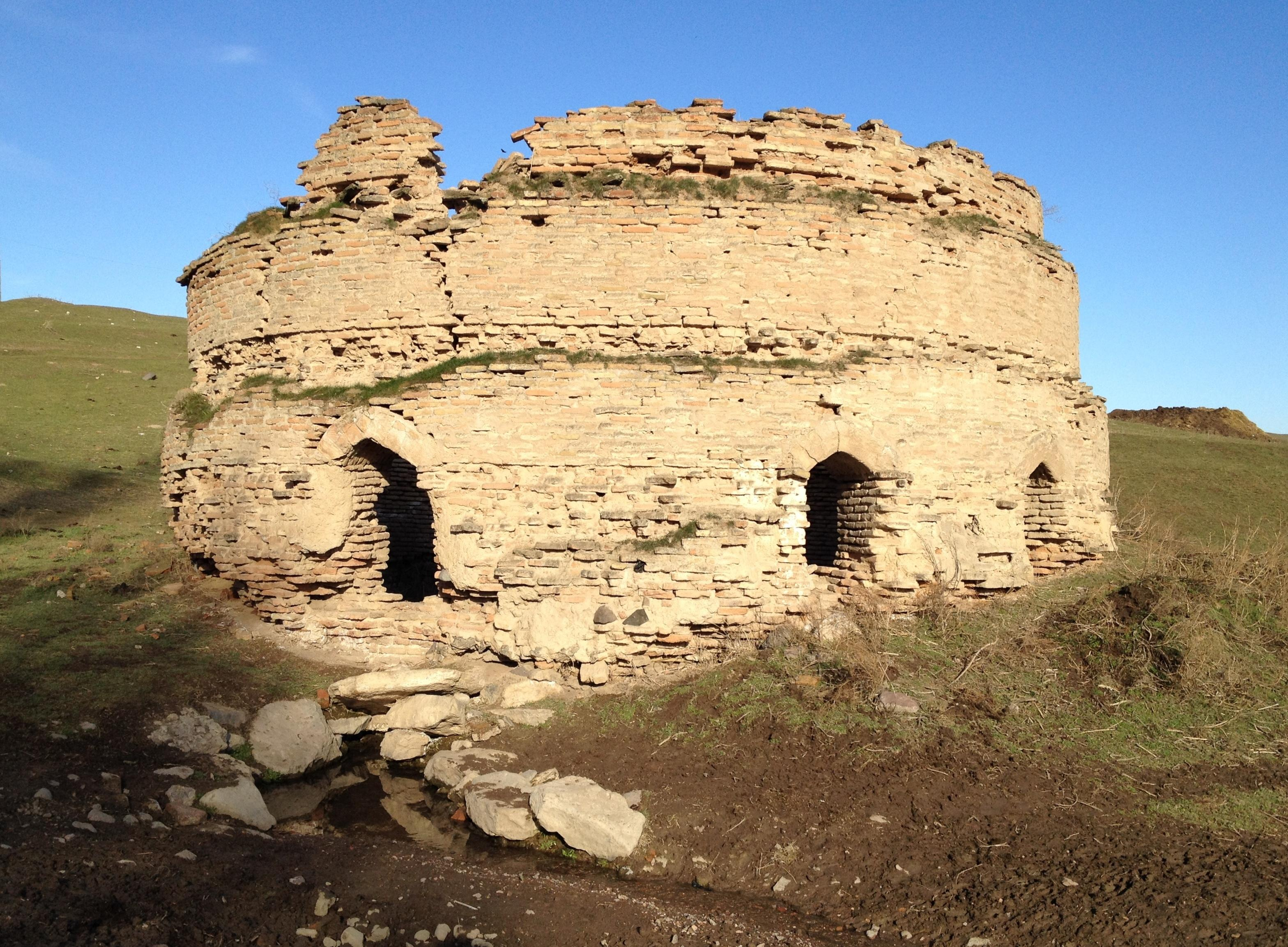
Вид на Кайнаргумбази
с юго-западной стороны

### Сардоба Кайнар
Сардоба Кайнар (Кайнаргумбаз, Кайнаргумбази, Кайнаргумбазы) представляет собой купольную ротонду (гумбаз), поставленную над источником чистой воды. Предания относят постройку к первой половине XIX века. Её основание составлено крупными камнями, которые формируют небольшое водохранилище. Собственно гумбаз до разрушения имел три отступающих к центру яруса и вытянутое сводчатое перекрытие. Его диаметр в плане составляет около 10 м, высота была сходной. В нижнем ярусе проделано пять световых окон к югу и юго-востоку; из-под самого западного окна наружу вытекает ручей. Выше имелись квадратные отверстия и два вентиляционных окна к югу и северу, образующих арочные промежутки.
Ротонда возведена из жжёного квадратного кирпича (24—27 × 24—27 × 5 см), который выжигался на местности, со включением более древних кирпичей, по-видимому, взятых из предшествующих строений. Кладка выполнена на ганчхаке (смесь ганча и глины), с явной небрежностью, несёт следы ремонтов.

### Караван-сарай (рабат)
Караван-сарай (рабат) в Кайнаре, вероятно, возведён в XIX веке. В его комплекс входили фасадное здание с порталом и декоративными башенками-гульдаста по углам, включавшее мечеть и кухню, двор с хаузом и 5 худжр для постояльцев. С фасадной стороны, обращённой к югу, здание имело 5 арочных ниш, средняя из которых выступала главным входом. Срединная комната являлась также проходом во двор. По бокам от неё находились молельное и кухонное помещения (с востока и запада, соответственно), перекрытые куполами; во втором были обнаружены очаг и труба. Двор с юга примыкал к фасадному строению, с востока и запада ограничивался прямыми глухими стенами, с севера — выходил к худжрам. Ещё к моменту обследования М. Е. Массоном купол над кухней был утрачен, перекрытия входной комнаты — обрушены, в работе «Ахангеран. Археолого-топографический очерк» (1953) учёный сообщил о полной разрушенности худжр.
Караван-сарай был возведён из жжёного квадратного кирпича (26—27 × 26—27 × 5 см), с фасада — облицовочного (25—26 × 25—26 × 5 см).